# Густав Альбрехт Зайн-Віттгенштайн-Берлебурзький
Густав Альбрехт Альфред Франц Фрідріх Отто Еміль Ернст Зайн-Віттгенштайн-Берлебурзький (нім. Gustav Albrecht Alfred Franz Friedrich Otto Emil Ernst Prinz (Fürst) zu Sayn-Wittgenstein-Berleburg; 28 лютого 1907 — 24 червня 1944) — принц (з 25 квітня 1925 року — князь) Зайн-Віттгенштайн-Берлебурзький, німецький офіцер, ротмістр резерву Вермахту. Кавалер Німецького хреста в сріблі.

## Біографія
Син князя Ріхарда Зайн-Віттгенштайн-Берлебурзького і його дружини Маделяйни, уродженої принцеси Левенштайн-Вертгайм-Фройденберзької. Після смерті батька 25 квітня 1925 року очолив Зайн-Віттгенштайн-Берлебурзький дім. Учасник Німецько-радянської війни, 3-й офіцер Генштабу 23-ї танкової дивізії. Зник безвісти. 29 листопада 1969 року офіційно визнаний мертвим.

## Сім'я
26 січня 1934 року одружився з шведською графинею Маргаритою Фуше д'Оранте. В пари народились 5 дітей:
- Ріхард Казімір Карл Август Роберт Константін (1934—2017)
- Маделяйна (22 квітня 1936), після одруження — графиня цу Зольмс-Лаубах.
- Робін Александер Вольфганг Уго Ойген Вільгельм Готтфрід (29 січня 1938)
- Татьяна Луїза Урсула Тереза Ельза (31 липня 1940), після одруження — принцеса Гессенська.
- Піа (8 грудня 1942).

## Нагороди
- Хрест Воєнних заслуг 2-го і 1-го класу з мечами
- Німецький хрест в сріблі (18 серпня 1944)